# Cadelfoglia
Cadelfoglia è una frazione del comune bergamasco di Val Brembilla.

## Storia
Quando la disarmonica organizzazione amministrativa bergamasca di retaggio veneto fu definitivamente integrata dell’ordinato sistema municipale lombardo dagli austriaci nel 1815, in un primo momento Cà del Foglia fu elevata al rango di comune. Dopo solo due anni tuttavia, fu finalmente annessa a Brembilla.